# Austrália e as armas de destruição em massa
Austrália não é conhecida por ter ou possuir armas de destruição em massa, embora tenha participado em uma extensa pesquisa sobre armas nucleares, biológicas e químicas no passado.
Austrália preside o Grupo Austrália, um grupo informal de países que procuram minimizar o risco de apoiar a proliferação de armas biológicas e químicas. Todos os Estados participantes do Grupo Austrália participam da Convenção sobre as Armas Químicas e a Convenção sobre as Armas Biológicas e apoiam firmemente os esforços sob as Convenções para livrar o mundo de armas químicas e biológicas. Tal como acontece com as armas químicas e biológicas, a Austrália não possui armas nucleares e é de modo nenhum conhecida por estar tentando desenvolvê-las.

## Armas biológicas
A Austrália tem programas de pesquisa avançada em imunologia, microbiologia e engenharia genética que apoiam uma indústria de fornecimento de vacinas de classe mundial para uso doméstico e de exportação. Também possui uma indústria extensiva de vinhos e produz micro organismos em escala industrial para apoiar outras indústrias, incluindo a agricultura, tecnologia de alimentos e cerveja. A natureza de dupla utilização desses recursos significa que a Austrália, como qualquer país com indústrias biotecnológicos avançados, poderia facilmente produzir agentes de guerra biológica. Alguns laboratórios de pesquisa de doenças na Austrália contém cepas do vírus Ebola. A Australian Microbial Resources Research Network lista 37 coleções de culturas, muitos dos quais detêm as amostras de organismos patogênicos para fins legítimos de pesquisa.

### História
No rastro do avanço Japonês através do Sudeste Asiático durante a Segunda Guerra Mundial, o Secretário do Departamento de Defesa da Austrália, F.G. Shedden, escreveu a Macfarlane Burnet em 24 de dezembro de 1946, e convidou a participar de uma reunião de altos oficiais militares para discutir a guerra biológica.
Em setembro de 1947, Burnet foi convidado para se juntar à subcomissão de guerra biológica, química e de novas armas do Comitê de Desenvolvimento e Equipamento e posteriormente elaborou um relatório secreto intitulado "Nota sobre a guerra a partir de um ângulo Biológico". Em 1951, a subcomissão recomenda que "um painel relatando a guerra química e biológica a subcomissão deve ser autorizada a informar sobre a potencialidade ofensiva de agentes biológicos que possam ser eficazes contra os suprimentos alimentares locais do Sudeste da Ásia e da Indonésia".
As atividades da subcomissão de guerra química e biológica foram reduzidas, logo depois, como o Primeiro Ministro Robert Menzies estava mais interessado em tentar adquirir armas nucleares. Austrália assinou a Convenção sobre as Armas Biológicas em 10 de abril de 1972 e depositou um certificado de ratificação em 5 de outubro de 1977.

## Armas químicas

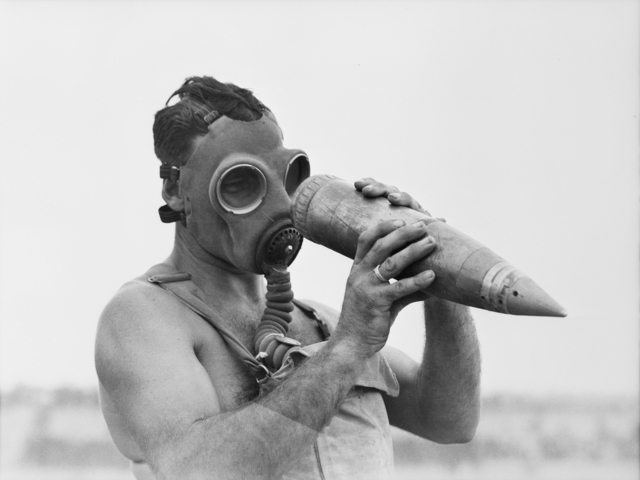
Um observador análise uma munição de 11 kg de gás que não explodiu apos um teste das armas de gás em Singleton, Nova Gales do Sul, em 1943.

Austrália realizou uma extensa pesquisa sobre armas químicas durante a Segunda Guerra Mundial. Embora a Austrália nunca produziu armas químicas, fez arsenal de armas químicas provenientes dos Estados Unidos e da Grã-Bretanha. Armas químicas conhecidas por terem sido armazenadas incluído o gás mostarda, fosgênio, lewisite, adamsite e gás CN.
Algumas das armas armazenadas na forma de morteiros, munição de artilharia, bombas aéreas e agentes de volume foram enviados para Nova Guiné para uso potencial contra os complexos de túneis Japoneses. Nenhum uso real das armas foi registrada, embora houvesse muitos testes com armas químicas "ao vivo" (como mostrado na foto à direita). Após a Segunda Guerra Mundial, as armas químicas foram destruídas por incineração, ventilação (para fosgênio) ou por imersão no mar. Cerca de 21.030 toneladas de armas químicas foram despejadas nas águas ao longo da Austrália perto de Brisbane, Sydney e Melbourne. Isso tem sido escondido por um relatório da Defesa por Geoff Plunkett. A história completa do envolvimento da Austrália com armas químicas - intitulado Chemical Warfare in Australia - foi publicado em forma de um livro pela Unidade de História do Exército (Departamento de Defesa) em 2013 (2º Edn)   Mais uma vez, é de autoria de Geoff Plunkett.
A estoque de 453 kg bombas de fosgênio foi descoberta em Embi Airfield em 1970 e eliminadas por integrantes do Exército da Austrália, e, até 1990, tambores de gás mostarda ainda estavam sendo descobertos nas matas, onde tinham sido testados. Outro arsenal de armas químicas foi descoberto em Maxwelton, Queensland em 1989. Austrália assinou a Convenção sobre as Armas Químicas em janeiro de 1993 e o ratificou em 1994.

## Armas nucleares

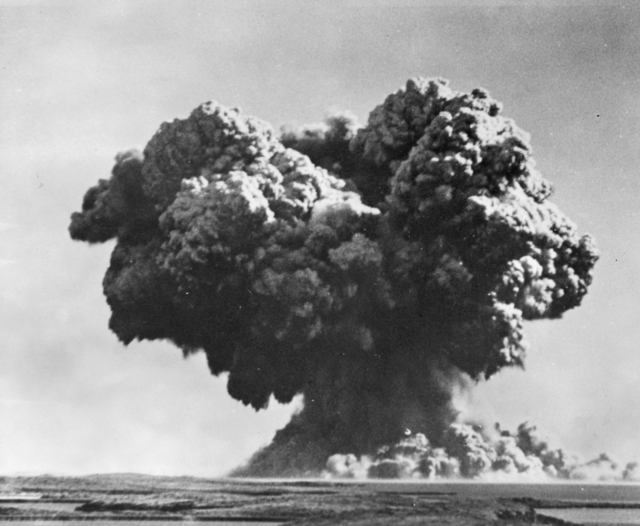
Operação Hurricane, teste nuclear de 25kt, Ilhas Montebello, Austrália

Austrália não tem armas nucleares e não se pensa em tentar desenvolvê-las, apesar de vários governos federais têm investigado a ideia e podem ter feito alguma pesquisa sobre a questão. Austrália investigou a aquisição de armas nucleares táticas do Reino Unido ou dos Estados Unidos, já em 1956, quando Athol Townley, o Ministro da Aeronáutica, escreveu à Philip McBride, Ministro da Defesa, recomendando a aquisição de armas nucleares táticas para armar os bombardeiros English Electric Canberra da Austrália e caças CAC Sabre.
Marechal da Forças Aérea Frederick Scherger e Ministro da Aeronáutica Athol Townley apoiada a aquisição de armas nucleares, tanto para o prestígio internacional e por causa do pequeno tamanho das forças armadas do país. Enquanto colegas Britânicos e Americanos de Scherger foram encorajadores, os governos de Macmillan e Eisenhower não eram. Governo do Primeiro Ministro Robert Menzies decidiu que a produção nacional seria muito difícil devido ao custo e política internacional.
Austrália sediou os teste nucleares Britânicos nas Ilhas Montebello (Operação Hurricane), Emu Field e Maralinga entre 1952 e 1963. Maralinga foi desenvolvida como uma facilidade conjunta com um arranjo de financiamento compartilhado. Durante os anos 50, a Austrália participou do desenvolvimento do míssil Blue Streak, um míssil balístico de médio alcance (MRBM) destina-se a entrega de uma ogiva nuclear. O reator nuclear australiano HIFAR em Lucas Heights, Sydney, operado entre 1958 a 2006 e foi substituído em 2006 pelo reator OPAL.
O novo reator foi projetado para usar urânio de baixo enriquecimento como combustível e um sistema de água leve e piscina aberta. A Austrália tem depósitos substanciais de urânio que representam 30% das reservas conhecidas do mundo. Até 1996 a política do governo restringiu a exploração de jazidas de urânio para três minas estabelecidas. Um quarto da mina de urânio Four Mile foi aprovada em julho de 2009. A atual política é desenvolver o potencial da exportação da indústria de urânio da Austrália, permitindo a mineração e exportação de urânio sob rigorosos acordos internacionais destinados a prevenir a proliferação nuclear.
Embora a RAAF continuou ocasionalmente investigando a obtenção de armas nucleares na década de 60, Austrália assinou o Tratado de Não Proliferação Nuclear em 27 de fevereiro de 1970 e ratificou o tratado em 23 de janeiro de 1973. Sir Philip Baxter primeiro chefe da Australian Atomic Energy Commission (AAEC), agora a Australian Nuclear Science and Technology Organisation (ANSTO) e primeiro vice-chanceler da Universidade de Nova Gales do Sul defendeu abertamente a Austrália a aquisição de armas de grau estoque de plutônio e, portanto, as armas nucleares.
Durante os anos 70 e 80, os cientistas da ANSTO desenvolveram tecnologia de enriquecimento de centrífuga, dizia ser comparável com a tecnologia comercial de centrífuga da URENCO. Essa tecnologia, se implantada em escala industrial, teria sido capaz, em princípio, de produzir urânio altamente enriquecido para armas nucleares. A pesquisa perdeu o financiamento do governo, em meados dos anos 80.
Uma usina de enriquecimento em escala comercial também seria capaz de produzir urânio altamente enriquecido suficiente para um programa de armas nucleares. Uma empresa australiana tem vindo a desenvolver ativamente um novo processo para enriquecimento de urânio, separação de isótopos por laser de excitação (SILEX).
O então Primeiro Ministro da Austrália, John Howard, começou um estudo em 2006 sobre as questões que envolvem um aumento no uso de urânio da Austrália. Entre os tópicos do estudo será uma usina de enriquecimento de urânio nacional para o fornecimento de baixo enriquecimento do combustível para reatores nucleares, sejam nacionais ou estrangeiros.

## Entrega viável

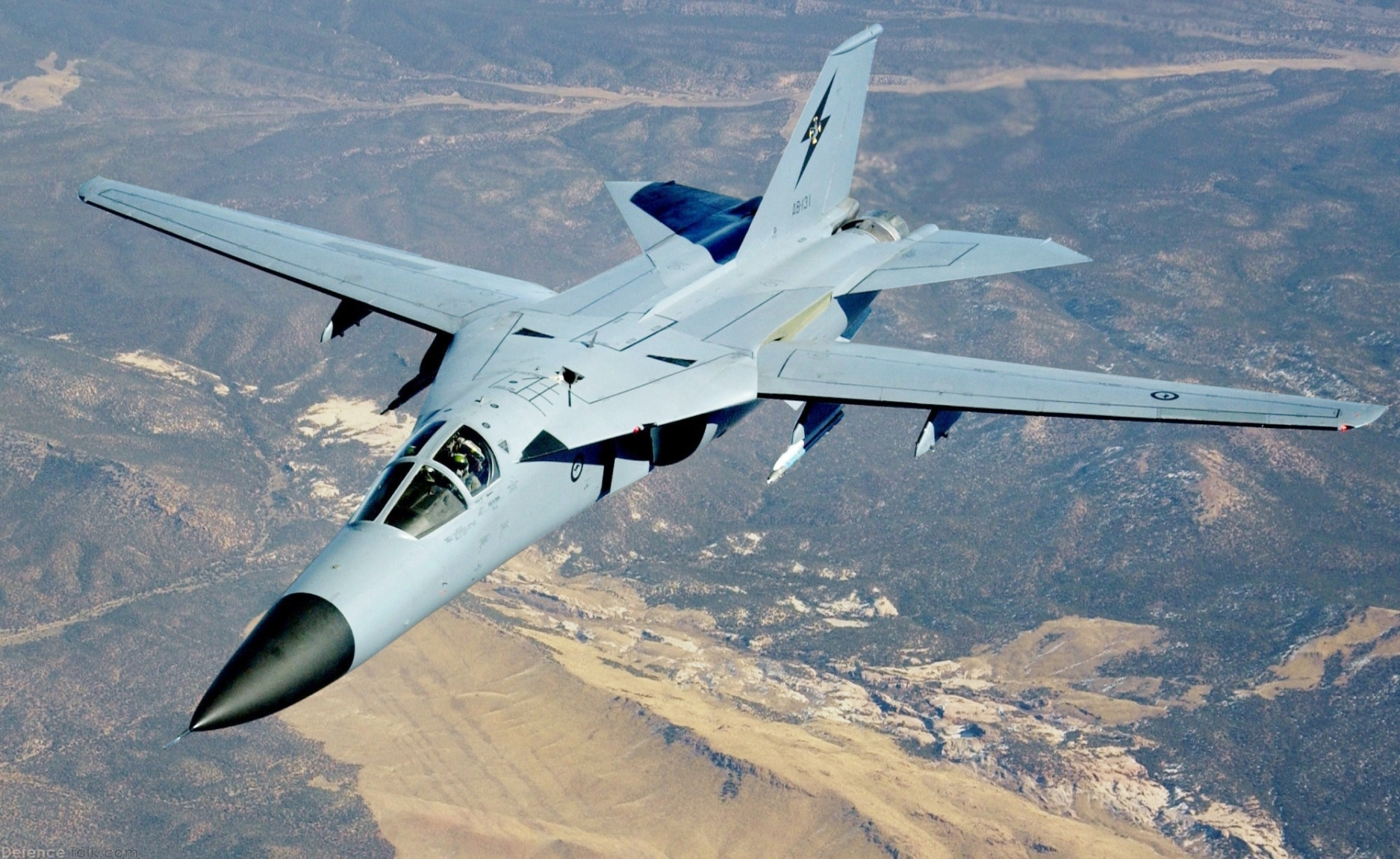
An Australian F-111

Como praticamente todos os outros países desenvolvidos e nações em desenvolvimento, a Austrália tem sistemas de armas que poderiam ser usadas para entregar armas nucleares para os seus vizinhos, se as armas nucleares forem desenvolvidas. A Força Aérea Real Australiana tem 71 caças de ataque F/A-18 Hornet e 24 caças de ataque F/A-18E/F Super Hornet. A Força Aérea Real Australiana está olhando opções de compra de mais 18 F/A-18F Super Hornets, devido a atrasos na produção e chegadas dos Lockheed Martin F-35 Lightning II.
Austrália operou anteriormente aeronaves de ataque ao solo McDonnell Douglas A-4 Skyhawk e o English Electric Canberra e o bombardeiro General Dynamics F-111C, que eram teoricamente capazes de transportar armas nucleares e o bombardeiro tático F-111G, que convertidos a partir dos bombardeiros nucleares estratégicos FB-111A da Força Aérea dos Estados Unidos. Antes da entrega do F-111C, Austrália operou brevemente o McDonnell Douglas F-4E alugados da Força Aérea dos Estados Unidos, o padrão do bloco 43/44 modelos capazes de transportar armas nucleares.
Como parte do Requisito Pessoal Aéreo (Requisito Operacional/Aéreo) para 36 aviões de bombardeiro na década de 50, a Força Aérea Real Australiana especificada a exigência de "uma capacidade ofensiva tática de ataque" e "defesa estratégica da Austrália" com metas "tão ao norte como a Península Kra". O bombardeiro foi obrigado a ter um alcance não inferior a 7.400 km e ser capaz de transportar pelo menos 9.100 kg de bombas convencionais ou uma arma nuclear Blue Danube (que tinha caído em Maralinga em 11 de outubro de 1956). Versões localmente fabricadas dos bombardeiros nucleares Avro Vulcan ou Handley Page Victor foram algumas das opções consideradas.

## Outras leituras
- Plunkett, Geoff (2013). Chemical Warfare in Australia: Australia's Involvement in Chemical Warfare 1914 – Today 2nd ed. [S.l.]: Leech Cup Books. ISBN 9780987427908